# شرقص (جبل)
جبل شرقص (بفتح الشين المعجمة وسكون الراء المهملة، بعدها قاف مفتوحة فصاد مهملة) هو جبل صغير في السراة في ديار قبيلة بلقرن يقع بين قرى الحميد وبين بلدة البظاظة في محافظة بلقرن في منطقة عسير في المملكة العربية السعودية.